# تشارلي كينغ (سياسي)
تشارلي كينغ (بالإنجليزية: Charlie King)‏ هو سياسي أمريكي، ولد في 5 يونيو 1959 في نيويورك في الولايات المتحدة. حزبياً، نشط في الحزب الديمقراطي.